# 日本介護福祉学会
日本介護福祉学会（にほんかいごふくしがっかい、英文名　The Japanese Association of Research on Care and Welfare）は、介護福祉に関する研究により社会の福祉に寄与することを目的として1993年に設立された学会。
事務局を東京都新宿区内に置いている。

## 事業
- 全国大会（年1回、必要に応じ臨時）、地区部会・専門部会を設け研究活動、公開講座の開催、日本国内外の諸学会との連絡・協力、学会誌・その他刊行物の発行など[1]

## 刊行物
- 『介護福祉学』　年1-2回
- 『日本介護福祉学通信』 　年約2回